# 桑原支那吉
桑原 支那吉（くわばら しなきち、1895年（明治28年）10月7日 - 1945年（昭和20年）4月1日）は、日本の陸軍軍人。最終階級は陸軍少将。広島県出身。

## 経歴
1895年（明治28年）10月7日、広島県に生まれる。1914年（大正3年）旧制修道中学校（現：修道中学校・高等学校）を卒業し、陸軍士官学校に入学。1918年（大正7年）5月27日に士官学校（30期）を卒業し、同年12月25日、輜重兵少尉に任官。戦時中は大日本帝国陸軍第1船舶輸送司令部に勤務したのち、船舶司令部北九州支部長を務める。1945年4月1日戦死、陸軍少将に特進。従四位。